# ماري آن كاست
كانت ماري آن كاست (ماري بودي قبل الزواج؛ 23 سبتمبر 1799 – 19 يوليو 1882) عالمة بريطانية في التاريخ الطبيعي ورسامة علمية وهي مؤلفة كتاب المريض الخاص وتاريخ القطط وأمراضها.

## حياتها
وُلدت ماري آن كاست (ماري بودي قبل الزواج) بتاريخ 23 سبتمبر 1799 في أبرشية أوفر سوبيريور المدنية بمقاطعة تشيشير في بإنجلترا. كانت ماري الابنة الوحيدة للويس ويليام بودي، من أمستردام وبيوفر هول، ومارغريت دانيت. كان والد ماري أحد أفراد عائلة رائدة من مالكي العبيد في مستعمرة غيانا البريطانية، وكانت مزارعهم تقع في اتحاد جزر الهند الغربية حيث بنت العائلة ثرواتها. كان جدها، يوهان بيريند كريستوفر فريدريك بودي، يمتلك خمس مزارع لزراعة البن وقصب السكر في مستعمرتي ديميرارا وإيسيكويبو. كانت حديقة غرينيتش في ديميرار واحدة من تلك المزارع الخمسة. كانت والدتها ابنة القس توماس دانيت الذي كان أحد أهم ملاك الأراضي في ويفرتري بمدينة ليفربول.
في عام 1800، وبعد فترة وجيزة من ولادتها، توفي والد ماري، لويس ويليام بودي. في عام 1802، اشترت والدتها قاعة موكابيغر في بلدة والاسي بمقاطعة تشيشير بإنجلترا، وأعادت تسميتها إلى قصر ليزو، المعروف ب «القلعة». حسّنت دانيت من واقع القصر الذي نشأت فيه ماري بشكل كبير. من الجدير بالذكر أن أول كلب من سلالة سانت برنارد وصل إلى إنجلترا في عام 1815 وسكن نفس القلعة. كانت كاست فارسة ممتازة. يوجد عند المدخل الرئيسي للقلعة منصة حجرية صغيرة «تمثل تذكيرًا بكون السيدة كاست فارسة من الطراز الرفيع».
في عام 1817، استحوذت والدتها على ملكية حديقة غرينيتش في ديميرارا، وفي عام 1821 تزوجت ماري إدوارد كاست. في عام 1824، أخذت كاست عمها، أندرياس كريستيان بودي، إلى المحكمة لمتابعة قضية ميراثها من ممتلكات والدها التي ورثها بدوره من جدها. توفي جد ماري قبل ولادتها، وتوفي والدها عندما كانت في سن الرضاعة. قال عم ماري بأنها حصلت على استحقاقاتها بموجب تسوية مع أولياء أمورها عندما كانت رضيعة: قال عمها «إن التسوية التي يجريها أوصياء الأمر على الرُضّع في هولندا تلزمهم بحقوقهم». وبالفعل قبلت المحكمة حجة العم ووافقته.
توفيت والدة ماري في عام 1826 إثر سقوطها من عربتها. باعتبارها الوريث الوحيد لوالدتها، ورثت ماري القلعة وحديثة غرينيتش. في بادئ الأمر، حولت ماري مع زوجها القلعة إلى فندق استلم إدارته بستاني والدتها السابق وأجّر غرفه، إلا أن المشروع واجه الفشل. لذا، قررت ماري وزوجها السكن في القلعة وأجريا معًا العديد من التعديلات عليه. بناءً على قصة محلية تقيليدية شهيرة تفيد بمحاولة الملك كنوت العظيم رد أمواج البحر في مكان قريب من القلعة، وضع الزوجان كرسيًا مصنوعًا من البلوط في أدنى نقطة من حديقة القلعة بإطلالة مباشرة على البحر وسمياه «كرسي الملك كنوت العظيم»، ونقشا على ظهره عبارة «أيها البحر، لا تقترب إلى هنا، ولا تبلل نعل قدمي».
اتسم سلوكها ببعض الغرابة، ومع ذلك، كانت السيدة سي امرأة عطوفة بامتياز، كما يمكن أن يشهد العديد من سكان الأكواخ المتواضعة. كانت زائرة دائمة في مستشفى بيركينهيد، وقدمت، من خلال هداياها السخية والنافعة التي قدمتها للمؤسسة، دليلًا وافيًا على قلبها العطوف. - هيلدا جيملين.